# Aleksander Fredro

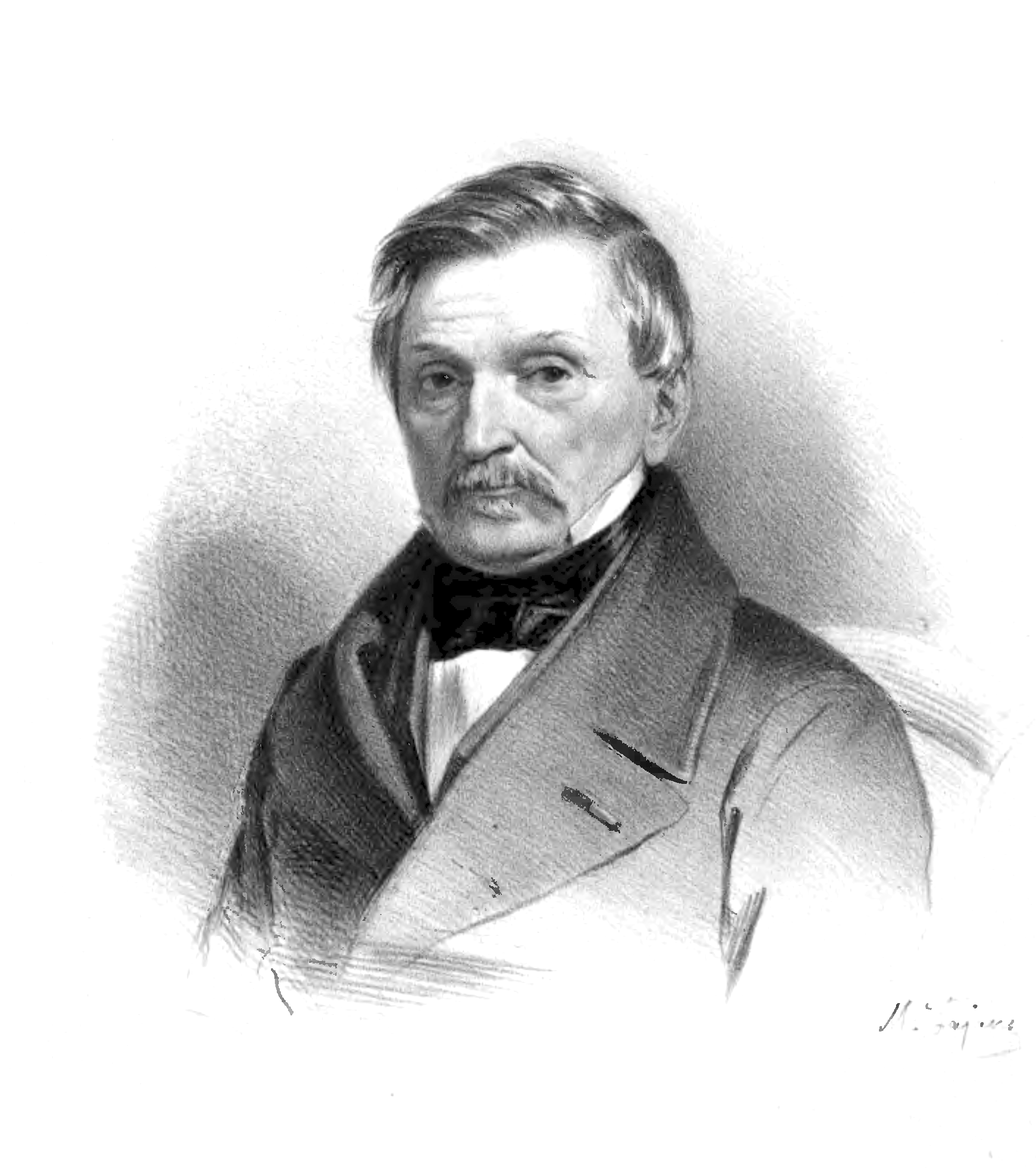
Aleksander Fredro.

Aleksander Fredro, född 20 juni 1793, död 15 juli 1876, var en polsk greve och dramatiker. Han var far till Jan Aleksander Fredro.
Fredro var officer i fransk tjänst under Napoleontiden. Han försökte sig redan som tolvåring på att skriva en komedi, kom under en stationering i Paris att fatta starkt intresse för fransk teaterkonst och Molière i synnerhet. Efter att ha offentliggjort bortåt ett tjugotal komedier, av vilka åtskilliga uppförts, upphörde Fredro, som sårats av skarp kritik, från mitten av 1830-talet att låta trycka sina alster och efterlämnade vid sin död ett tiotal outgivna pjäser. 
Flera av Fredros stycken, såsom Herr Geldhab, Man och hustru, Den första bästa, Damer och husarer, Hämnden, hörde efter författarens död till den polska scenens repertoar. De utmärker sig genom dramatiska fart och ger uppmuntrande karakteristiker av sin tids samhällstyper. Fredro författade även tre band memoarer och skrev en rad dikter (ballader, fabler och satirer). Fredros samlade skrifter utgavs från 1926 i åtta band.

## Svenska översättningar
- Två polska komedier (Damy i huzary och Zemsta) (tolkade och kommenterade av Lennart Kjellberg) (Seminariet i Polens kultur och historia, Uppsala universitet, 2002) [innehåll: Damer och husarer; Hämnden]